# Pachycondyla cariosa
Pachycondyla cariosa är en myrart som först beskrevs av Carlo Emery 1895.  Pachycondyla cariosa ingår i släktet Pachycondyla och familjen myror. Inga underarter finns listade i Catalogue of Life.